# バンサモロ共和国
バンサモロ共和国（英語: Bangsamoro Republik）はフィリピンのバンサモロ自治地域周辺やその他バンサモロとされる地域でモロ民族解放戦線（MNLF）が独立を主張している国家。2013年9月にはザンボアンガ危機において、ある程度の地区を制圧し事実上独立していた。公式名称はバンサモロ共和国連合連邦諸州（United Federated States of Bangsamoro Republik、UFSBR）とされる。

## 経緯

### 前史
13世紀、マクダム・カリムなどムスリム宣教師がペルシャ湾から渡来し、、フィリピンでの原住民への宣教を開始した。マレーシアやインドネシアとの貿易も南部フィリピンのイスラム地域化を進めた。イスラムの導入後、1457年にスルターン国が設立された。ブアヤン、マギンダナオ、スールーなどでもスルタン国が建国され、これらの国は1898年のアメリカ合衆国によるフィリピン諸島併合までのフィリピン諸島で最も古いムスリムの政府と考えられている。アメリカ統治時代、バンサモロの大部分はモロ州、後にミンダナオ・スールー省として統治が行われた。
独立国家としてのバンサモロ共和国の宣言はMNLFが最初に旗揚げを試み、ホロで包囲された2ヵ月後の1974年4月28日にはじめて行われた。

### 一時的な独立
モロ民族解放戦線（MNLF）の指導者ヌル・ミスアリは2013年7月27日に、スールー州タリパオでバンサモロ独立宣言を発し、首都をダバオとすると宣言した。
ミスアリによれば、共和国の領域にはバンサモロが伝統的に居住するバシラン州、ミンダナオ島、パラワン州、スールー州、タウイタウイ州が含まれた。また、ミスアリの弁護士Emmanuel Fontanillaによれば、この国家はマレーシアのサバ州とサラワク州も含んでいたとされる。
この独立宣言は、すべての植民地に独立性を付与した1960年の国連総会決議第1514号の権限の下行われたとされ、その後9月にはザンボアンガ市庁舎を含め一時的に狭い範囲を制圧し、政府軍と衝突するザンボアンガ危機に発展した。危機の間、MNLFはザンボアンガ市の3地区の事実上の支配を行っていたとされる。

### 収束
ザンボアンガ危機ではMNLFとフィリピン政府の間で戦闘が発生し、MNLFはザンボアンガ市庁舎を占領し市庁舎に旗を掲げたものの、同月末にMNLFの指導者Asamin Hussinheは、カサニャンガン地区（Kasanyangan）でとらわれた200人の人質のうち数人を解放し、その後ザンボアンガ市庁舎の開放も行った。2013年の9月28日にはすべての支配地域を失い、バンサモロ共和国は実体を持たなくなった。しかし、MNLFはバンサモロ共和国の独立の宣言を放棄していない。
一方で、フィリピンとモロ・イスラム解放戦線の間では和平プロセスが進められ、イスラム教徒ミンダナオ自治地域よりも強力な自治政府をもつバンサモロ自治地域の発足を目指した。バンサモロ自治地域は2019年に発足した。